# Carl Ciarfalio
Carl Nick Ciarfalio (ur. 12 listopada 1953) – amerykański aktor i kaskader. Pojawił się w ponad 300 filmowych i telewizyjnych projektach.

## Wybrana filmografia
- 1982: Ulica Nadbrzeżna jako Tackle
- 1989: Licencja na zabijanie jako strażnik magazynu
- 1989: Klatka jako gangster
- 1991: Nożyczki jako napastnik
- 1991: Szukając sprawiedliwości jako Paulie
- 1992: Za horyzontem jako włoski bokser
- 1993: Niepohamowana siła jako strażnik
- 1993: Na linii ognia jako Agent Collins
- 1994: Specjalista jako bandyta w pokoju hotelowym
- 1994: Urodzeni mordercy jako strażnik Mallory
- 1994: Fantastyczna Czwórka jako Rzecz
- 1995: Kasyno jako Tony Dogs